# Un po' di Zucchero
Un po' di Zucchero je prvi album talijanskog glazbenika Zucchera. Album je nastao 1983. godine te ga je Zucchero radio uz potporu orkestra.
Ovaj album je dignuo Zucchera nakon čega se ovaj preselio u SAD i napravio veliku glazbenu karijeru. Album sadrži 10 pjesama.

## Informacije
- Izdavačka kuća - : Polydor Records (Italija)

- Izašao: 1983.

## Pjesme
1. Una notte che vola via  - 4:04
2. Non aver paura  - 2:32
3. Tempo ne avrai - 3:56
4. Fuoco nel mattino - 3:42
5. Che destino sei - 3:17
6. Nuvola (testo e musica di Adelmo Fornaciari) - 3:03
7. Come l'aria - 3:10
8. Perché sei bella (testo e musica di Adelmo Fornaciari) - 4:03
9. Sandra - 2:40
10. Stiamo insieme - 3:34